# Larstjärnen (Mora socken, Dalarna)
Larstjärnen är en sjö i Mora kommun i Dalarna och ingår i Dalälvens huvudavrinningsområde. Sjön har en area på 0,0644 kvadratkilometer och ligger 384,1 meter över havet.

## Delavrinningsområde
Larstjärnen ingår i det delavrinningsområde (675783-141751) som SMHI kallar för Utloppet av Ryssjön. Medelhöjden är 334 meter över havet och ytan är 22,96 kvadratkilometer. Räknas de 9 avrinningsområdena uppströms in blir den ackumulerade arean 145,19 kvadratkilometer. Ryssån som avvattnar avrinningsområdet har biflödesordning 2, vilket innebär att vattnet flödar genom totalt 2 vattendrag innan det når havet efter 327 kilometer. Avrinningsområdet består mestadels av skog (75 procent) och sankmarker (10 procent). Avrinningsområdet har 1,3 kvadratkilometer vattenytor vilket ger det en sjöprocent på 5,7 procent.